# Osmometer

Membranosmometer nach Stoye

Ein Osmometer ist eine Vorrichtung bzw. Messgerät zur Bestimmung des osmotischen Werts oder osmotischen Drucks einer Lösung.

## Messverfahren

### Direkte und indirekte Messverfahren
Der osmotische Wert (die Osmolarität oder Osmolalität) einer Lösung hängt nach dem van-’t-Hoff’schen Gesetz neben der Temperatur im Wesentlichen von der Anzahl der darin gelösten Teilchen ab (kolligative Eigenschaft). Unterschiede im osmotischen Wert machen sich als Druckdifferenz zwischen zwei Lösungen bemerkbar, die über eine semipermeable Membran miteinander in Verbindung stehen. Diese Differenz kann als osmotischer Druck unmittelbar gemessen werden. Osmometer, die nach diesem Prinzip arbeiten werden als Membranosmometer bezeichnet, bekannte Beispiele sind die Pfeffersche Zelle und das Stoye-Osmometer. Dabei wird meist reines Wasser als Referenz eingesetzt.
Als kolligative Eigenschaft beeinflusst der osmotische Wert den Gefrier- und Siedepunkt einer Lösung, so dass über die Bestimmung der Gefrierpunktserniedrigung oder Dampfdruckerniedrigung eine indirekte Messung möglich ist. Bei den indirekten Verfahren wird für die Messung keine Vergleichslösung benötigt, meist ist jedoch eine Kalibrierung des Messgeräts mit Hilfe von Standardlösungen erforderlich, die eine fest eingestellte und bekannte Osmolarität aufweisen.

### Statische und dynamische Messverfahren
Bei Pfefferscher Zelle und Stoye-Osmometer kann nach dem Befüllen die Messung erst ausgewertet werden, wenn keine Druckänderung mehr auftritt und sich das thermodynamische Gleichgewicht eingestellt hat. Bis zum Erreichen des Gleichgewichts können mehrere Stunden vergehen. Diese Art der Messung wird als statisch bezeichnet. Schnellere Messungen sind möglich, wenn an die Messkammer ein äußerer Druck angelegt wird, der den osmotischen Fluss gerade unterbricht. In diesem Fall entspricht der von außen angelegte Druck exakt dem osmotischen Druck; die Messung erfolgt dynamisch innerhalb weniger Sekunden oder Minuten.

### Osmometrie

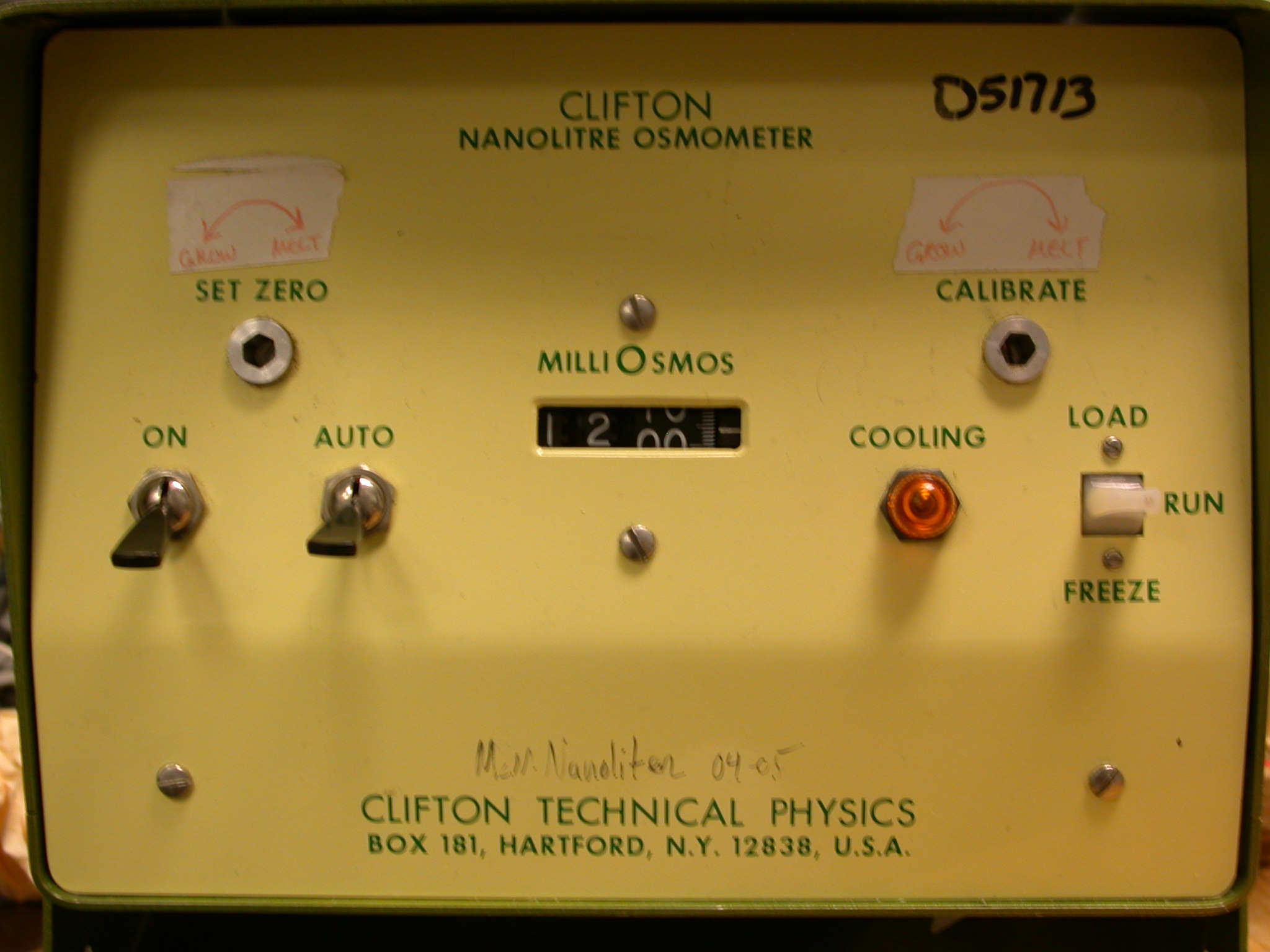
Osmometer der Firma Clifton

Bei bekannter Konzentration kann aus dem osmotischen Wert einer Lösung die molare Masse einer Substanz ermittelt werden (siehe Osmometrie). Bei Messung der Gefrierpunktserniedrigung wird dieses Verfahren als Kryoskopie bezeichnet.

## Geschichtlicher Hintergrund

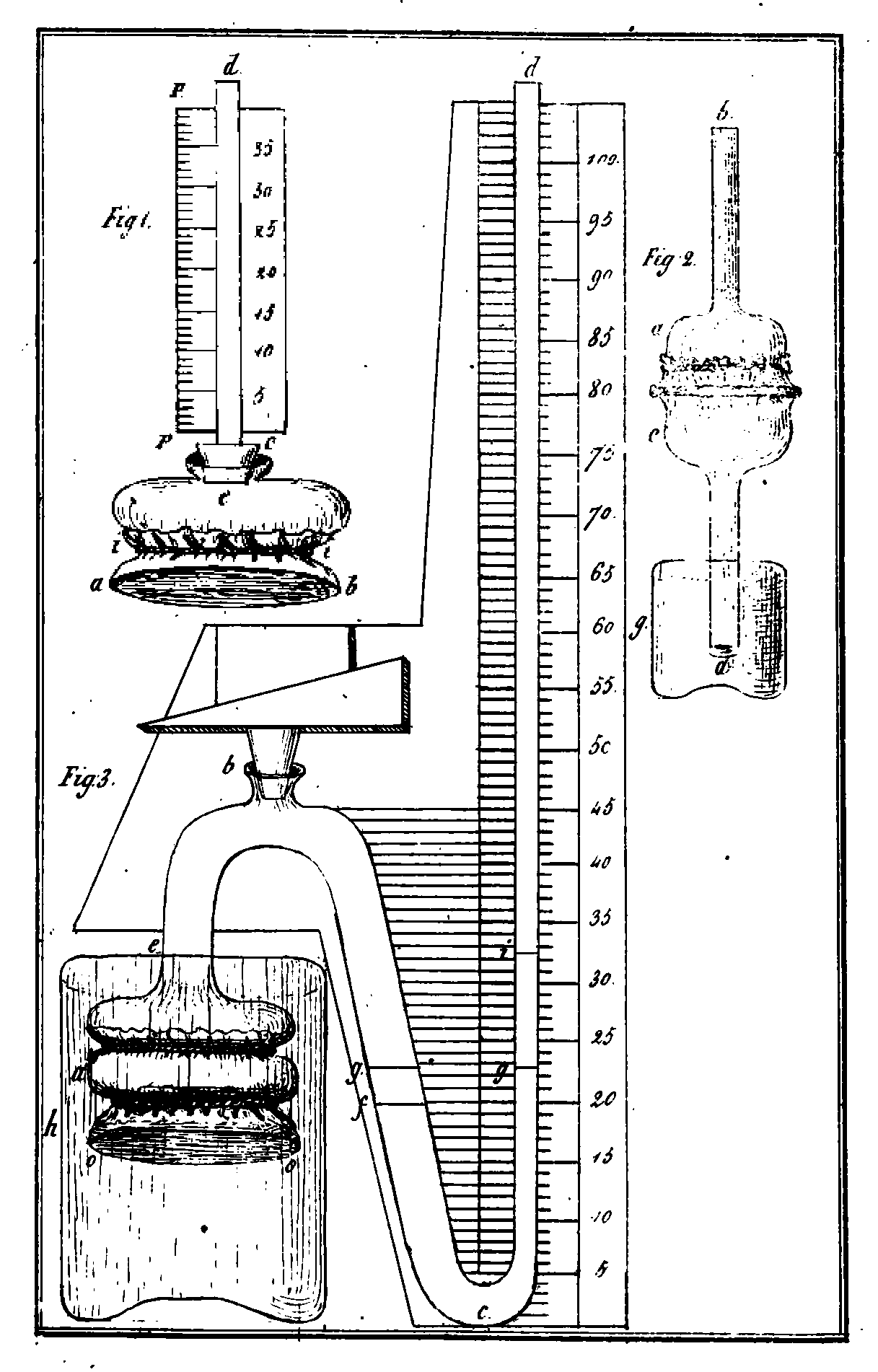
Das Endosmometer aus Nouvelles recherches

Ein erstes Osmometer wurde 1828 von dem französischen Botaniker Henri Dutrochet in seinem Werk Nouvelles Recherches sur l’Endosmose et l’Exosmose beschrieben. Als Membran verwendete er eine Tierblase, deren Eigenschaften keineswegs der einer idealen semipermeablen Membran entsprach. Nach der Beschreibung kolloidaler Niederschlagsmembranen durch Moritz Traube gelang es Wilhelm Pfeffer diese Membranen in den Poren von Tonzellen einzulagern (Pfeffersche Zelle), was Messungen bei relativ hohen Drücken ermöglichte. Die Herstellung der Pfefferschen Zelle war mit großem zeitlichem Aufwand verbunden und stellte hohe Anforderungen an die Qualität der verwendeten Tonzellen. Weiterentwickelt wurde das Membranosmometer von Harmon Northrop Morse, dem es insbesondere gelang, das Herstellungsverfahren zu vereinfachen und das Verhalten bei hohen Drücken zu verbessern. Der Handelsname von verschiedenen Osmometern der Berliner Firma Gonotec war Osmomat.